# Кашина Конти (Асти)
Кашина Конти је насеље у Италији у округу Асти, региону Пијемонт.
Према процени из 2011. у насељу је живело 16 становника. Насеље се налази на надморској висини од 141 м.